# Мальцев, Сергей Николаевич
Серге́й Никола́евич Ма́льцев (род. 19 августа 1954, Кирово-Чепецк, Кировская область, РСФСР, СССР) — советский хоккеист. Младший брат хоккеистов Александра и Анатолия Мальцевых.

## Биография
Родился в 1954 году в Кирово-Чепецке. Воспитанник местного хоккейного клуба «Олимпия» (первый тренер — А. Д. Кулябин), где и начал игровую карьеру.
В 1972 году перешёл в московское «Динамо», за которое провёл в высшей лиге чемпионата СССР в сезоне 1972/73 6 матчей, забив 1 шайбу и отдав 1 голевую передачу, в сезоне 1973/74 в 10 матчах также забросил 1 раз и 1 раз отметился голевым пасом. В составе клуба стал бронзовым призёром чемпионата СССР 1973/1974.
После службы в армии выступал за саратовский «Кристалл», затем вернулся в Кирово-Чепецк и играл за «Олимпию» во второй лиге СССР. Одновременно в 1980 году сыграл несколько матчей за петропавловский «Металлист», а в 1981 году — за «Горняк» из Рудного. С 1981 года по 1984 — играл за «Автомобилист» из Караганды (в 1982 году команда перешла в первую лигу).

## Достижения
- Бронзовый призёр чемпионата СССР 1973/1974.
- Серебряный призёр Кубка Ахерна 1974